# Владімір Харконнен
Барон Владімір Харконнен (10 110-10 193) — негативний персонаж всесвіту Дюни, створеної американським письменником Френком Гербертом. Вперше з'явився в романі «Дюна», а також є одним з головних персонажів трилогії «Прелюдія до Дюни» Браяна Герберта і Кевіна Андерсона.

## Біографія
Барон Владімір Харконнен — прямий нащадок башара Абулурда Харконнена. Барон Харконнен був правителем планети Гьеді Прайм (англ. Giedi Prime), після смерті падишах-імператора Лето II Атріда перейменована в Гаму. Офіційна посада барона — сірідар (планетарний губернатор) Арракіса. Він є главою Дому Харконненів.
Вісімдесят перший падишах-імператор Шаддам IV Корріно уклав з бароном Владіміром Харконненом угоду, згідно з якою дім Корріно виділяв дому Харконненів імператорських сардаукарів для знищення дому Атрідів, однак це призвело до смерті барона Владіміра і зречення Шаддама від престолу.
Дочкою барона була Леді Джессіка, мати Пола Муад'Діба і Алії Атрід. Про цей факт не знали ні сам барон, ні Джессіка (до тих пір, поки їй не повідомив про це Пол Атрід, що довідався про свою спорідненість з Харконненами в одному з видінь).
Був убитий Алією, дочкою Джесіки, тобто своєю онукою, ґом джаббаром в ході повстання Пола на Арракісі.

## Аналіз
Вільям Хьюз називає барона «одним з найбільш культових лиходіїв у всій науковій фантастиці», а Стюарт з Коновер ScienceFiction.com описує його як «одного з найбільш підступних лиходіїв». Мод Кемпбелл «Популярної механіки» пише, що Барон — «один із найзліших персонажів, будь-коли зображених на папері (включаючи Дарта Вейдера)».

Автор Еммет Ашер-Перрін з інтернет журналу TOR присвяченого науковій фантастиці та фентезі зазначає:
Дюна була написана в 1960-х роках, коли були поширені визначені методи кодування при створенні персонажів лиходіїв. У випадку з бароном, є дві основні проблеми, дві характеристики, які надалі від імені розповіді використовуються для ствердження його одіозності ... барон має ожиріння і нетрадиційну сексуальну орієнтацію ... Барон Харконнен є єдиним товстим і єдиним явно не гетеросексуальним персонажем в романі ... Коли лиходій є єдиним персонажем, який володіє певними характеристиками, то це явно ознайомлює читача або глядача про те, що ці характеристики пов'язані з його моральними якостями ...
На додачу до образу у цього негативного героя російське ім'я.

## Образ в екранізаціях і іграх
Барон Харконнен є одним з центральних персонажів в декількох екранізаціях романів циклу. У фільмі Дюна Девіда Лінча роль барона виконував Кеннет Макміллан, однак, на думку багатьох критиків, він тут зображений не як лиходій, а як божевільний психопат. Також барон є одним з центральних персонажів у мінісеріалах Дюна і Діти Дюни, де його роль виконує Іен Макніс.
Крім цього, барон Харконнен є персонажем двох комп'ютерних ігор: Dune 2000 і Emperor: Battle for Dune.
Проте в обох іграх, барони різні. В Dune 2000 він мигцем показаний, під час голковколювання і судячи з усього це Владімір. В Emperor: Battle for Dune є прообразом барона Ракана Харконнена.

## Відсилання до персонажа
В манзі Коти Хірано, «Хеллсінг» героїня Вікторія Серас використовує кілька видів озброєння під назвами «Харконнен» і «Владімір». Як зізнався автор, це відсилання саме до Владіміра Харконнена.